# عنیفه عمان
عنیفه عمان (زاده ۱۶ نوامبر ۱۹۵۳) سیاستمدار اهل مالزی است که از تاریخ ۲۱ مارس ۲۰۰۴ وزیر امور خارجه این کشور است.